# Вулиця Івана Богуна (Чернігів)
Вулиця Іва́на Богуна́ — вулиця в Новозаводському районі міста Чернігів. Пролягає від проспекту Миру до Любецької вулиці. Розділена на дві непов'язані ділянки.
Примикають вулиці 1 Гвардійської армії, Заводська, Ревуцького, Остапа Вишні, В'ячеслава Чорновола.

## Історія
Софіївська вулиця була прокладена на початку XX століття та забудована індивідуальними будинками.
1919 року Софіївську вулицю перейменовано на Богунську вулицю — на честь Богунського полку часів Громадянської війни, яким командував Микола Щорс. Помилково називалася як вулиця Богунського.
Розділена на дві безпосередньо не пов'язані ділянки у зв'язку з будівництвом кварталу багатоповерхової забудови у 1980-х роках, садибна забудова майже повністю ліквідована. Початок вулиці — ділянка довжиною 180 м між проспектом Миру (біля готелю «Градецький») та вулицею 1-ї Гвардійської армії, далі будинок № 4 вулиці 1-ї Гвардійської армії фактично розділяє вулицю, середня частина — проїзд між будинками та дитсадком, потім вулиця робить поворот на південний захід.
12 лютого 2016 року вулиця отримала сучасну назву — на честь полковника та Наказного гетьмана Війська Запорізького Івана Богуна, згідно з Розпорядженням міського голови В. А. Атрошенком Чернігівської міської ради № 46-р «Про перейменування вулиць та провулків міста».

## Забудова
Парна та непарна сторони вулиці зайняті багатоповерховою (переважно 9-поверховими будинками; 5-поверховими будинками) житловою забудовою, частково малоповерховою (один 2-поверховий будинок) житловою та садибною (три будинки) забудовою. Початок вулиці — готель «Градецький» та нежитлова забудова (№ 4 ). Нумерація будинків № 4, № 27 і далі йде № 38 - 58.
Установи:
1. будинок № 27 - дитячий садок № 32
2. будинок № 55 - Чернігівський державний обласний навчально-курсовий комбінат

Меморіальні дошки:
1. будинок № 46 - Заслуженому енергетику України Юрію Олексійовичу Калюжному - на будинку, де жив (1985-2017)